# Belonogaster ugandae
Belonogaster ugandae är en getingart som beskrevs av Richards 1982. Belonogaster ugandae ingår i släktet Belonogaster och familjen getingar. Inga underarter finns listade.